# Tōru Takemitsu
Toru Takemitsu (em japonês 武満 徹 Takemitsu Tōru, Tóquio, 8 de Outubro de 1930 - Tóquio, 20 de Fevereiro de 1996) foi um compositor e escritor japonês de estética e teoria musical. 

## Carreira
Em grande parte autodidata, Takemitsu era admirado pela manipulação sutil do timbre instrumental e orquestral. Ele é conhecido por combinar elementos da filosofia oriental e ocidental e por fundir som com silêncio e tradição com inovação.
Ele compôs várias centenas de obras musicais independentes, marcou mais de noventa filmes e publicou vinte livros. Ele também foi membro fundador do Jikken Kōbō (Oficina Experimental) no Japão, um grupo de artistas de vanguarda que se distanciou da academia e cujo trabalho colaborativo é frequentemente considerado um dos mais influentes do século XX.
Seu Requiem para orquestra de cordas de 1957 atraiu a atenção internacional, levou a várias encomendas de todo o mundo e estabeleceu sua reputação como um dos principais compositores japoneses do século XX. Ele recebeu vários prêmios e homenagens e o Prêmio de Composição Toru Takemitsu leva o seu nome.

## Composições notáveis
Obras de orquestra
- Requiem for String Orchestra (1957)
- Música da Árvore (1961)
- The Dorian Horizon (1966)
- Green (1967)
- Inverno (1971)
- Um rebanho desce ao jardim pentagonal (1977)
- A Way A Lone II para orquestra de cordas (versão de A Way a Lone para quarteto de cordas)
- Dreamtime (1981)
- Rain Coming para orquestra de câmara (1982)
- Dream / Window (1985)
- Twill by Twilight - In Memory of Morton Feldman (1988)
- Tree Line para orquestra de câmara (1988)
- Visions (1990)

Eu Mystère
II Les yeux clos
- Quão lento o vento (1991)
- Arquipélago S. para 21 jogadores (1993)

Obras para solistas e orquestra
- Cena: para violoncelo e orquestra de cordas (1958)
- Arco Parte I para piano e orquestra (1963-1966 / 1976)

I Pile (1963)
II Solidão (1966)
III Seu amor e a travessia (1963)
- Arc Part II para piano e orquestra (1964-1966 / 1976)

I Texturas (1964)
II Reflexão (1966)
III Coda... Deve começar do final (1966)
- Passos de novembro para biwa, shakuhachi e orquestra (1967)
- Asterismo para piano e orquestra (1967)
- Eucalipto I para flauta, oboé, harpa e orquestra de cordas (1970)
- Outono para biwa, shakuhachi e orquestra (1973)
- Quadra para clarinete, violino, violoncelo, piano e orquestra (1975)
- Chamadas distantes. Estou indo, longe! para violino e orquestra (1980)
- Toward the Sea II para flauta alto, harpa e orquestra de cordas (versão de Toward the Sea para flauta alto e violão (1981))
- To the Edge of Dream para violão e orquestra (1983)
- Orion e Pleiades para violoncelo e orquestra (1984)
- riverrun para piano e orquestra (1984)
- I Hear the Water Dreaming para flauta e orquestra (1987)
- Nostalghia – In Memory of Andrei Tarkovsky para violino e orquestra de cordas (1987)
- A String Around Autumn para viola e orquestra (1989)
- De mim flui o que você chama de Tempo para cinco percussionistas e orquestra (1990)
- Fantasma / Cantos para clarinete e orquestra (1991), vencedor do Prêmio Grawemeyer de Composição Musical.
- Citação de Sonho para dois pianos e orquestra (1991)
- Fantasma / Cantos II para trombone e orquestra (1994)

Música eletrônica e fita
- Static Relief, fita magnética (1955)
- Vocalismo A・I, fita magnética (1956)
- Water Music (1960)
- Kaidan (1964)

## Obras literárias
- Takemitsu, Toru (1995). Confronting Silence. [S.l.]: Fallen Leaf Press. ISBN 0-914913-36-0
- Takemitsu, Toru, com Cronin, Tania e Tann, Hilary, "Afterword", Perspectives of New Music, vol. 27, no. 2 (1989), 205–214, (acesso por assinatura) JSTOR 833411
- Takemitsu, Tōru, (trad. Adachi, Sumi com Reynolds, Roger), "Mirrors", Perspectives of New Music, vol. 30 no. 1 (1992), 36–80, (acesso por assinatura) JSTOR 833284
- Takemitsu, Toru, (trad. Hugh de Ferranti) "One Sound", Contemporary Music Review, vol. 8, part 2, (Harwood, 1994), 3–4, (acesso por assinatura) doi:10.1080/07494469400640021
- Takemitsu, Tōru, "Contemporary Music in Japan", Perspectives of New Music, vol. 27 no. 2 (1989), 198–204 (acesso por assinatura) JSTOR 833410

## Ouvindo
- Toru Takemitsu : Air, John McMurtery, flauta
- Toru Takemitsu : Voice, John McMurtery, flauta
- Toru Takemitsu : Guitar, Shin-Ichi Fukuda, guitarra

## Album
- Duo Imbesi Zangarà, Noir Love – Takemitsu for Guitar Duo  performed by Carmelo Imbesi e Carmen Zangarà, Classical Music 3.0, (2021)